# Temple Man Mo

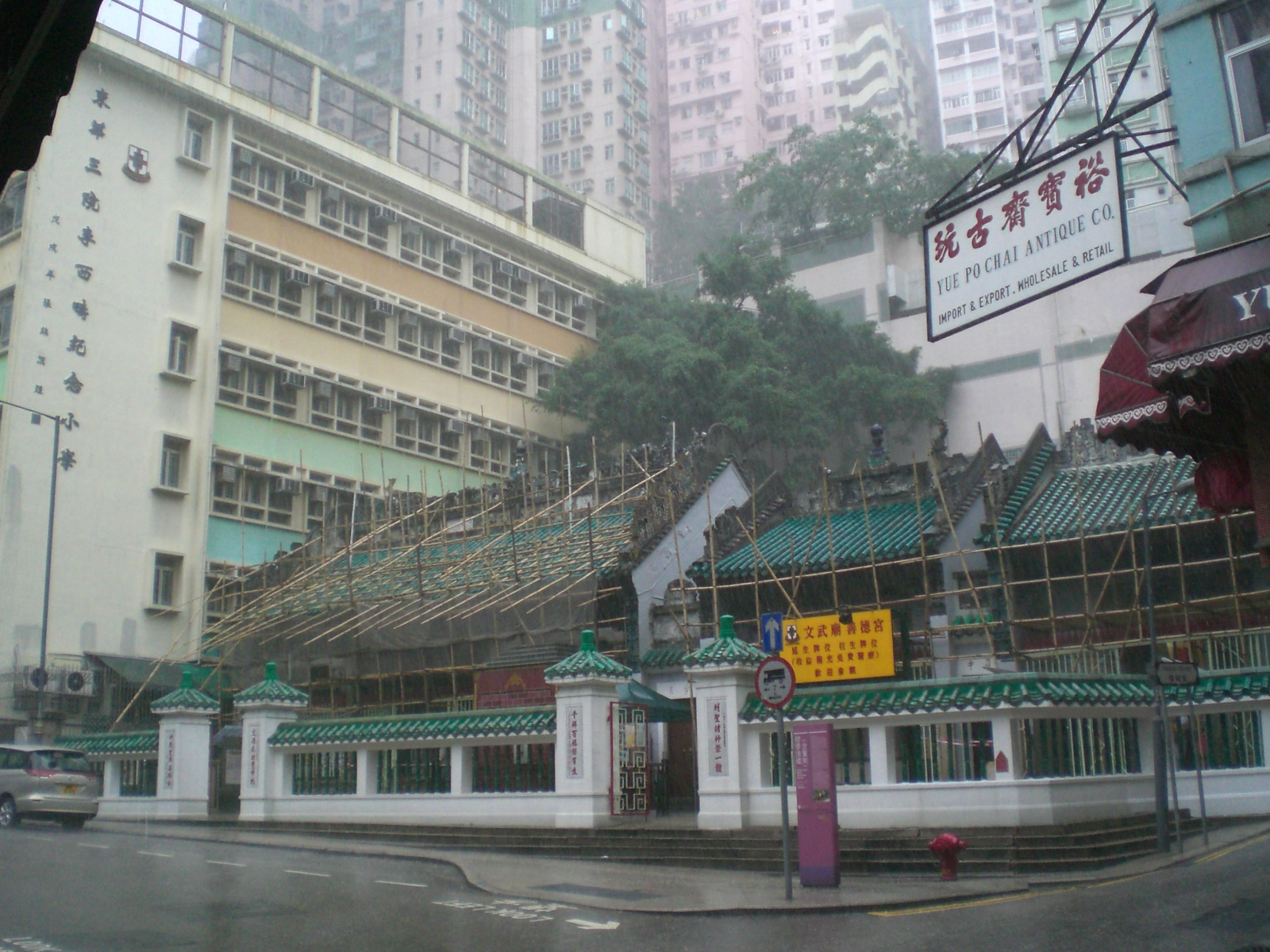
Temple Man Mo de la route Hollywood

Un temple Man Mo ou Man Mo Miu (chinois : 文武廟 ; pinyin : wénwǔ miào ; cantonais Jyutping : man⁴ mou⁵ miu⁶) est un temple dédié au dieu de la littérature Man Tai (文帝), également appelé Man Cheong （文昌）, et au dieu soldat Mo Tai (武帝), aussi appelé Kwan Tai (關帝) et Guan Yu (關羽), et déifié sous le nom Guandi. Ces deux dieux étaient vénérés par les étudiants et fonctionnaires avant leurs examens durant les dynasties Ming et Qing. Il y a plusieurs temples Man Mo à Hong Kong.